# Jumeirah Golf
Jumeirah Golf is een resort met golfbanen en huizen. Het resort ligt iets achter de kust dicht bij de Palm Jumeirah in Dubai in de Verenigde Arabische Emiraten. 

## Golfbanen
De vier golfbanen zijn vernoemd naar vier elementen: vuur, aarde, water en wind. Zij werden ontworpen door Greg Norman, Vijay Singh, Sergio García en Pete Dye. De aardebaan, die door Norman is ontworpen, is de baan waar sinds 2009 het Dubai World Championship wordt gespeeld. Op de vuurbaan werd in 2020 en 2021 ook het Aviv Dubai Championship gespeeld, net als het Dubai World Championship onderdeel van de Europese PGA Tour.